# Geïsoleerde oplegger

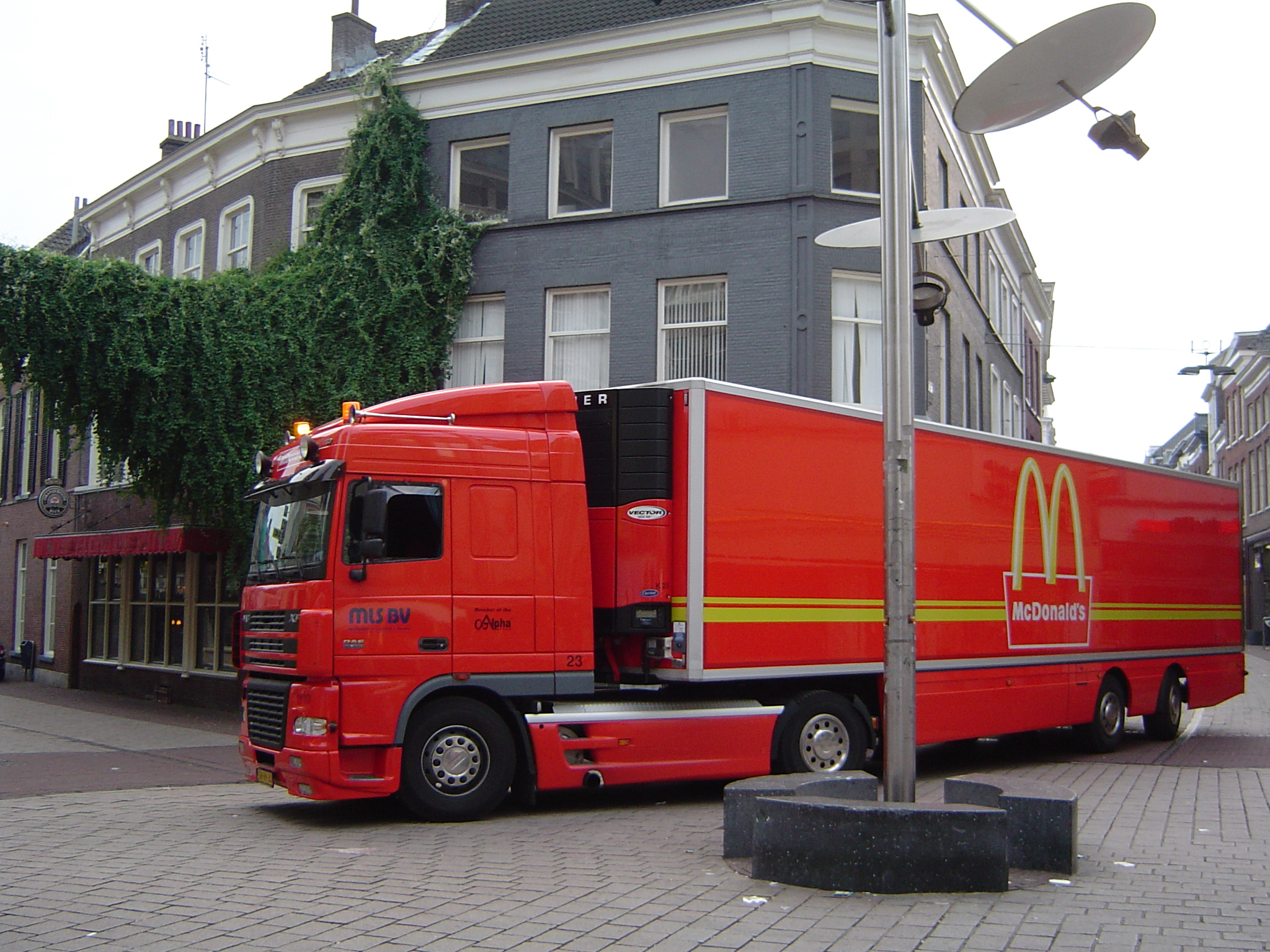
Koeltrailer MLS

Een geïsoleerde oplegger is een warmte-geïsoleerde oplegger. Deze wordt gebruikt voor producten die temperatuurgecontroleerd vervoerd moeten worden, zoals bloemen, groenten, ijs en (in de winter) vloeistoffen die niet mogen bevriezen.
De vloer, de wanden en het dak zijn gevuld met een isolerend materiaal, meestal polyurethaanschuim. Bijna alle geïsoleerde opleggers zijn voorzien van een koelmotor. Deze is meestal vooraan de oplegger gemonteerd, soms onder de oplegger en blaast lucht in de laadruimte. Anders dan de naam doet vermoeden, kan deze motor ook verwarmen. De meest gangbare koelmotoren hebben een bereik van −30 °C tot +30 °C.
Geïsoleerde opleggers worden doorgaans uitgevoerd met kofferopbouw (harde wanden) met deuren. Ze kunnen ook gebouwd worden met schuifzeilen in de zijkant. Een geïsoleerde oplegger met schuifzeilen valt echter buiten de kwalificatie voor typegoedkeuring voor het vervoer van producten die onder het vriespunt worden vervoerd. Koelwagens met een wanddikte van ten minste 4,5 cm mogen, in tegenstelling tot andere bakwagens, maximaal 2,60 m in plaats van 2,55 m breed zijn.